# Rozenburgs Mannenkoor
Het Rozenburgs Mannenkoor is sinds 1927 geworteld in het eiland Rozenburg in Zuid-Holland. Het koor telt ongeveer 100 leden en wordt sinds 2001 geleid door dirigent Martin van Broekhoven. Het Rozenburgs Mannenkoor is een neutraal koor. Het geeft regelmatig concerten en verleent op gezette tijden medewerking aan bijzondere kerkdiensten. Ook geeft het koor ieder jaar meerdere kerstconcerten. Het koor heeft tot nu toe 7 cd's uitgebracht.